# Crispin Nash-Williams
Crispin St. John Alvah Nash-Williams (Cardiff, 19 de dezembro de 1932 — 20 de janeiro de 2001) foi um matemático britânico e canadense.
Seu campo principal de pesquisa foi a matemática discreta, especialmente a teoria dos grafos.